# August Derleth
August William Derleth (Sauk City, 24 februari 1909 - aldaar, 4 juli 1971) was een Amerikaanse auteur van horrorverhalen, uitgever en redacteur.

## Carrière
Derleth verkocht op zestienjarige leeftijd zijn eerste verhaal aan het tijdschrift Weird Tales en heeft in totaal ruim 100 romans en 150 verhalen geschreven. Hij was een vriend van de auteur H. P. Lovecraft. Na de dood van Lovecraft voltooide en bewerkte Derleth een aantal van diens ongepubliceerde verhalen en publiceerde deze in Weird Tales of in boekvorm. Hij introduceerde daarbij het begrip Cthulhu Mythos voor het fictieve universum waarin de verhalen van en in de traditie van Lovecraft spelen.
Twee andere grote reeksen in het werk van Derleth zijn de Sac Prairie Saga en de Mill Creek Irregulars. De eerstgenoemde bestaat uit verhalen die zich afspelen in een gebied bestaand uit Sauk City en Prairie du Sac in Wisconsin. De Mill Creek Irregulars-serie (ook bekend als de Steve and Sim Mystery Series) bestaat uit tien boeken voor jongere lezers. Dit zijn mysteryverhalen die zich ook afspelen in Prairie du Sac, in de jaren 20 van de twintigste eeuw.
Derleth was een bewonderaar van Arthur Conan Doyle en diens verhalen over Sherlock Holmes. Toen hij vernam dat Doyle niet van plan was om nog meer van deze verhalen te schrijven, vroeg Derleth hem toestemming om de serie voort te mogen zetten. Doyle verleende die niet. Derleth creëerde daarop het op Sherlock Holmes gebaseerde personage 'Solar Pons' en schreef 71 pasticheverhalen met zijn eigen creatie in de hoofdrol.
Derleth richtte in 1939 samen met Donald Wandrei zijn eigen uitgeverij op, Arkham House. Het doel was vooral om Lovecrafts werken te publiceren. De British Fantasy Society begon in 1972 met het uitreiken van de British Fantasy Awards. Die in de categorie voor beste horrorboek kreeg de naam August Derleth Award.

### Boeken
Sac Prairie-saga
- 1937 - Still is the Summer Night
- 1938 - Wind Over Wisconsin
- 1938 - Any Day Now
- 1939 - Restless is the River
- 1941 - Evening in Spring
- 1942 - Sweet Genevieve
- 1943 - Shadow of Night
- 1945 - The Shield of the Valiant
- 1953 - The House of Moonlight

Mill Creek Irregulars
- 1958 - The Moon Tenders
- 1959 - The Mill Creek Irregulars
- 1960 - The Pinkertons Ride Again
- 1961 - The Ghost of Blackhawk Island
- 1963 - The Tent Show Summer
- 1964 - The Irregulars Strike Again
- 1965 - The House by the River
- 1966 - The Watcher on the Heights
- 1968 - The Prince Goes West
- 1970 - Three Straw Men

Overig
- 1934 - Murder Stalks the Wakely Family
- 1934 - The Man on All Fours
- 1935 - Three Who Died
- 1935 - Sign of Fear
- 1939 - Sentence Deferred
- 1940 - The Narracong Riddle
- 1940 - Bright Journey
- 1943 - The Seven Who Waited
- 1944 - Mischief in the Lane
- 1945 - No Future for Luana
- 1945 - Oliver, The Wayward Owl
- 1952 - The Country of the Hawk
- 1952 - The Captive Island
- 1953 - Fell Purpose
- 1953 - Death by Design
- 1953 - Empire of Fur
- 1954 - Land of Gray Gold
- 1955 - Land of Sky Blue Waters
- 1958 - The House on the Mound
- 1959 - Wilbur, The Trusting Whippoorwill
- 1960 - The Hills Stand Watch
- 1962 - Sweet Land of Michigan
- 1968 - The Beast in Holger's Woods

### Verhalenbundels
Sac Prairie-saga
- 1935 - Place of Hawks
- 1940 - Country Growth
- 1948 - Wisconsin Earth: A Sac Prairie Sampler
- 1948 - Sac Prairie People
- 1961 - Wisconsin in Their Bones
- 1996 - Country Matters
- 1996 - Return to Sac Prairie
- 2000 - The Lost Sac Prairie Novels

Solar Pons
- 1945 - In Re: Sherlock Holmes" – The Adventures of Solar Pons
- 1951 - The Memoirs of Solar Pons
- 1952 - Three Problems for Solar Pons
- 1958 - The Return of Solar Pons
- 1961 - The Reminiscences of Solar Pons
- 1964 - The Adventure of The Orient Express (kortverhaal)
- 1968 - Mr. Fairlie's Final Journey  (boek)
- 193?. - Terror over London (boek)
- 1965 - The Casebook of Solar Pons
- 1968 - A Praed Street Dossier
- 1973 - The Chronicles of Solar Pons
- 1982 - The Solar Pons Omnibus (verzameling van alle 71 Solar Pons-verhalen)
- 1998 - The Final Adventures of Solar Pons

Horror & Cthulhu Mythos
- 1941 - Someone in the Dark
- 1945 - Something Near
- 1948 - Not Long for this World
- 1957 - The Survivor and Others
- 1958 - The Mask of Cthulhu
- 1962 - Lonesome Places
- 1962 - The Trail of Cthulhu
- 1963 - Mr. George and Other Odd Persons
- 1966 - Colonel Markesan and Less Pleasant People
- 1974 - The Watchers Out of Time and Others
- 1976 - Dwellers in Darkness
- 1998 - In Lovecraft's Shadow
- 2009 - Who Shall I Say is Calling & Other Stories
- 2009 - The Sleepers and Other Wakeful Things
- 2009 - August Derleth's Eerie Creatures
- 2009 - That Is Not Dead: The Black Magic & Occult Stories by August Derleth

- Bibsys: 90705430
- Biblioteca Nacional de España: XX1155035
- Bibliothèque nationale de France: cb11899683w (data)
- CiNii: DA01300087
- Gemeinsame Normdatei: 119513455
- International Standard Name Identifier: 0000 0001 0870 0448
- Library of Congress Control Number: n50002948
- MusicBrainz: 3d512ad2-3649-4e30-9ad2-06ff65366e73
- Bibliotheek van het Japanse parlement: 00437715
- Nationale Bibliotheek van Tsjechië: xx0059894
- Nationale bibliotheek van Australië: 35035016
- Nationale Bibliotheek van Israël: 987007585323305171
- Nederlandse Thesaurus van Auteursnamen: 072005165
- Réseau des bibliothèques de Suisse occidentale: 02-A003170864
- LIBRIS: 324775
- SNAC: w6m3368n
- Système universitaire de documentation: 026825511
- Trove: 807435
- Virtual International Authority File: 12307238
- WorldCat: E39PBJv8Jvy3YRtGJCbHdbJ4bd